# Studnice (Lodhéřov)

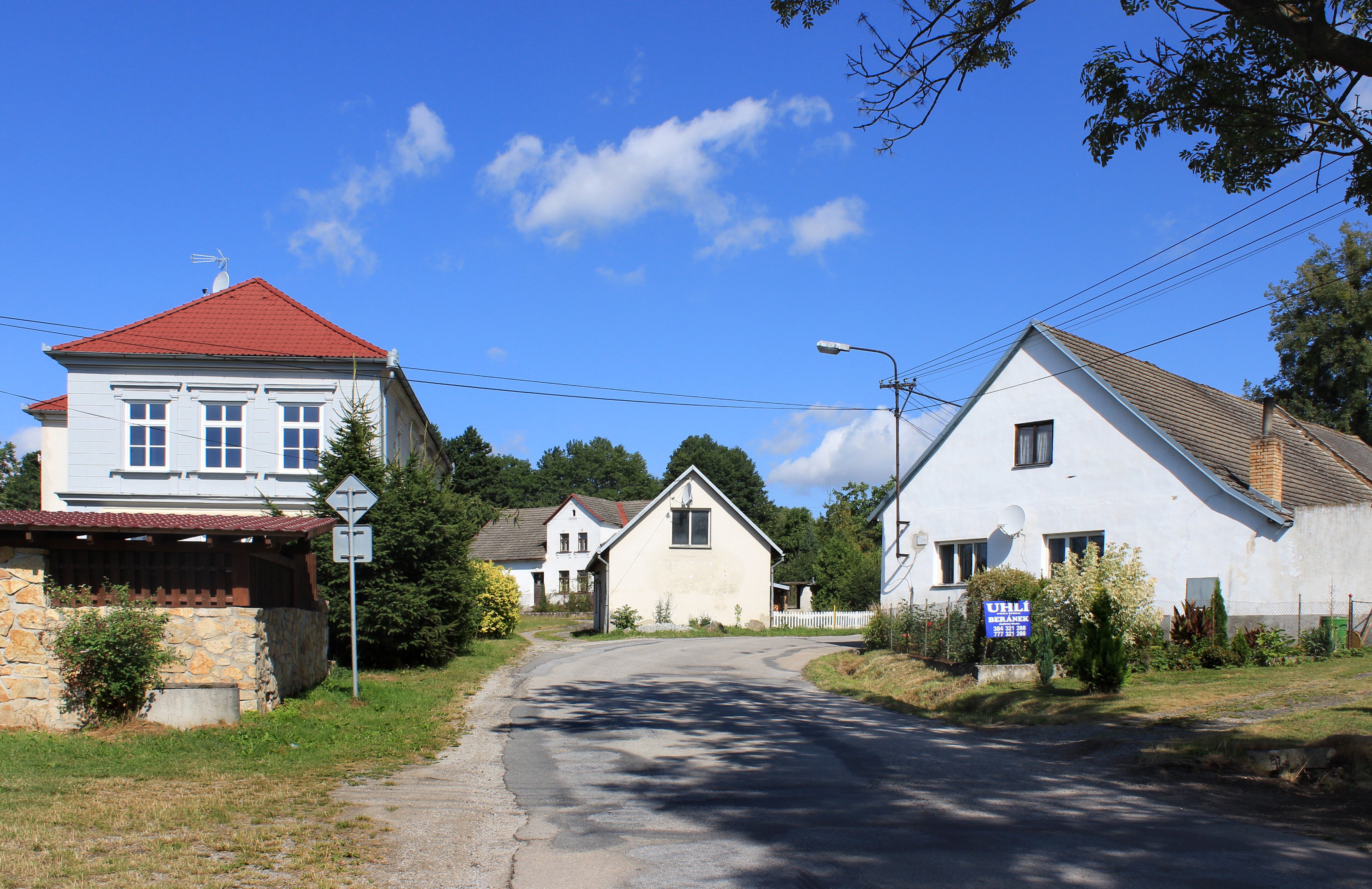
Studnice (2015)

Studnice (deutsch Brunn) ist ein Ortsteil der Gemeinde Lodhéřov (Riegerschlag) in Südmähren in Tschechien. Das Straßendorf ist 6 km nordwestlich von Jindřichův Hradec gelegen.

## Geschichte
Die erste urkundliche Erwähnung als „villa Prvnne“ stammt aus dem Jahr 1294. Das Dorf war bis 1848 zur Herrschaft Jindřichův Hradec gehörig. Seit 1790 war die Schreibweise „Brunn“ unverändert.
Die vorrangig bäuerliche Bevölkerung lebte hauptsächlich vom Anbau von Roggen, Hafer und Kartoffeln. Auch eine Reihe von Handwerkern war in der Gemeinde tätig und verschiedene Gewerbebetriebe angesiedelt. Seit dem Jahr 1881 hat die Gemeinde eine Freiwillige Feuerwehr.
Eingepfarrt war die Gemeinde nach Riegerschlag, Matriken gibt es seit 1651.
Nach dem Ersten Weltkrieg zerfiel der Vielvölkerstaat Österreich-Ungarn. Der Friedensvertrag von Saint Germain 1919 erklärte den Ort zum Bestandteil der neuen Tschechoslowakischen Republik. Nach dem Münchner Abkommen, das die Abtretung der sudetendeutschen Gebiete an Deutschland regelte, gehörte der Ort von 1938 bis 1945 zum Gau Niederdonau.
Nach dem Ende des Zweiten Weltkrieges – der 17 Opfer unter den Ortsbewohnern forderte – wurden die im Münchener Abkommen an Deutschland übertragenen Territorien wieder der Tschechoslowakei zugeordnet. Am 30. Mai 1945, zeitgleich mit den umliegenden Orten, versammelten militante Tschechen die deutschen Bewohner des Ortes und vertrieben sie über die Grenze nach Österreich. Aufgrund des Beneš-Dekretes 108 wurde ihr Vermögen konfisziert und unter staatliche Verwaltung gestellt. Von den Vertriebenen verblieben 14 Familien in Österreich und die restlichen 78 Familien wurden nach Deutschland weitertransferiert.
Seit 1. Jänner 1975 ist Studnice als Ortsteil in das nördlich benachbarte Lodhéřov eingemeindet. Im Jahre 2001 bestand das Dorf aus 54 Wohnhäusern, in denen 139 Menschen lebten.

## Siegel und Wappen
Ein Gemeindesiegel ist seit dem Jahr 1658 nachgewiesen, das innerhalb der Umschrift einen Schild mit einem ovalen Blütenkranz zeigt. Die im oberen Siegelfeld stehende Umschrift lautet „GERICHT PRVNN“.

## Bevölkerungsentwicklung
| Volkszählung | Einwohner gesamt | Volkszugehörigkeit der Einwohner | Volkszugehörigkeit der Einwohner | Volkszugehörigkeit der Einwohner |
| Jahr         | Einwohner gesamt | Deutsche                         | Tschechen                        | Andere                           |
| ------------ | ---------------- | -------------------------------- | -------------------------------- | -------------------------------- |
| 1880         | 438              | 438                              | –                                | –                                |
| 1890         | 428              | 427                              | 1                                | –                                |
| 1900         | 437              | 436                              | 1                                | –                                |
| 1910         | 402              | 402                              | –                                | –                                |
| 1921         | 389              | 383                              | 2                                | 4                                |
| 1930         | 372              | 358                              | 13                               | 1                                |
| 1991         | 142              |                                  |                                  |                                  |
| 2001         | 139              |                                  |                                  |                                  |

## Sehenswürdigkeiten
- Turmuhr mit Pflugscharen als Schlagwerk

## Persönlichkeiten
- Konrad Longin (1872–1943), Heimatforscher
- Johann Platzer (1880–1946), tschechoslowakischer Politiker der deutschen Minderheit